# فريدريك هوفي
فريدريك هوفي (بالإنجليزية: Frederick Hovey)‏ مواليد 7 أكتوبر 1868 في ماساتشوستس، الولايات المتحدة - الوفاة 18 أكتوبر 1945 في ميامي بيتش، فلوريدا، الولايات المتحدة، كان لاعب كرة مضرب أمريكي وكان يلعب باليد اليمنى. كما أنه أحد أبطال الجراند سلام. أعلى تصنيف له في الفردي كان المركز الـ 5 في سنة 1895.

## بطولات حققها
- بطولة أمريكا المفتوحة للتنس

## روابط خارجية
- فريدريك هوفي على موقع رابطة محترفي التنس (الإنجليزية)
- فريدريك هوفي على موقع قاعة مشاهير كرة المضرب الدولية (الإنجليزية)